# Raión de Shamaji
Shamaji (en azerí: Şamaxı) es uno de los 59 raiones en los que subdivide políticamente la República de Azerbaiyán. La capital es ciudad de Shamaji.

## Territorio y población
Comprende una superficie de 1611 kilómetros cuadrados, con una población de 85 308 personas y una densidad poblacional de 52,95 habitantes por kilómetro cuadrado.

## Economía
La actividad predominante es la agricultura. Se destacan las producciones de maíz y patatas, y las explotaciones ganaderas. Por otra parte la minería. Hay depósitos de mineral de hierro, cobalto y cobre.